# کورماچ-بایگول
کورماچ-بایگول (به لاتین: Kurmach-Baygol) یک منطقهٔ مسکونی در روسیه است که در جمهوری آلتای واقع شده‌است.